# Trường Sa Đông
Đảo Trường Sa Đông (tiếng Anh: Central London Reef chỉ chung cho rạn san hô nơi đảo này tọa lạc; tiếng Trung: 中礁; bính âm: Zhōng jiāo, Hán-Việt: Trung tiêu, chỉ rạn san hô và 弄鼻仔, bính âm: Nòngbízǐ, Hán-Việt: Lộng Tỵ tử là tên đảo; tiếng Filipino: Gitnang Quezon) là một cồn cát nằm trên một rạn san hô thuộc cụm Trường Sa của quần đảo Trường Sa. Đảo cách đá Tây khoảng 6 hải lý (11 km) về phía đông bắc và cách đá Đông khoảng 12,7 hải lý (23,5 km) về phía tây-tây bắc, cách Cam Ranh, Khánh Hòa khoảng 260 hải lý. Rạn san hô này cùng với đá Đông, đá Tây và đá Châu Viên hợp thành cụm đá ngầm mà các nhà hàng hải quốc tế gọi là cụm rạn Luân Đôn (London Reefs).
Đảo Trường Sa Đông (tên cũ trước năm 1978 là đảo Đá Giữa) là đối tượng tranh chấp giữa Việt Nam, Đài Loan, Philippines và Trung Quốc. Việt Nam đưa quân ra kiểm soát đảo này từ 4 tháng 4 năm 1978. Hiện nay đảo được quản lý như một phần của thị trấn Trường Sa, huyện Trường Sa, tỉnh Khánh Hòa.

## Đặc điểm

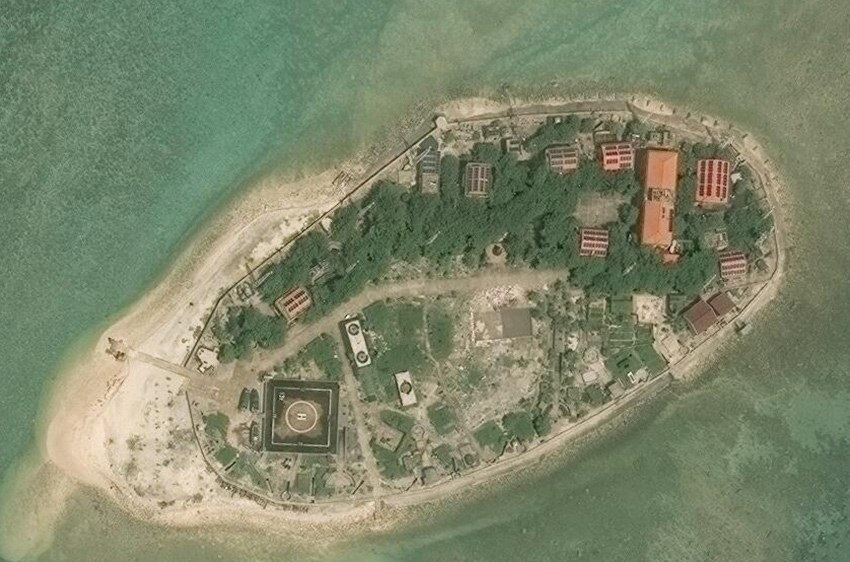
Ảnh vệ tinh chụp Đảo Trường Sa Đông

Rạn san hô nơi đảo Trường Sa Đông tọa lạc là một rạn đá cạn nước khi thủy triều xuống thấp nhất. Ở phần phía tây của rạn san hô còn có một dải cát nhỏ. Bề mặt rạn san hô không bằng phẳng, nên độ nông sâu thất thường dễ gây nguy hiểm cho tàu ra vào. Diện tích thềm san hô khoảng 1 km2.
Đảo Trường Sa Đông nằm theo trục Đông Bắc - Tây Nam ở phía đông bắc rạn san hô. Theo AMTI (thuộc Trung tâm Nghiên cứu Chiến lược và Quốc tế - Hoa Kỳ) thì diện tích đất tự nhiên của đảo là khoảng 0,88 ha và sau khi được bồi đắp thì tính đến năm 2016 diện tích đất nổi của đảo khoảng là 2,55 ha, có chiều dài khoảng 250 m, chiều rộng khoảng 120 m.
Từ cuối tháng 9 năm 2023, Việt Nam tiếp hành bồi đắp nhằm mở rộng đảo Trường Sa Đông. Tính đến tháng 3 năm 2025, diện tích đảo này rộng khoảng 27 ha, và có một âu tàu rộng khoảng 16 ha.

## Môi trường
Trường Sa Đông là đảo có lớp mùn san hô mỏng, nên chất đất cằn cỗi, gây khó khăn cho các loài cây trồng phát triển. Tuy vậy, ngoài các loại thực vật chịu mặn như bàng vuông, tra, muống biển thì trên đảo đã trồng được nhiều loại cây che bóng mát khác như bàng đất liền và cả cây ăn trái như dừa, sa kê. Trên đảo trồng được nhiều loại rau xanh trong các ô đất cải tạo như bầu bí, rau muống, rau lang, rau cải, mồng tơi... Ngoài ra lính trên đảo nuôi lợn và các loài gia cầm như gà, ngan, vịt...
Khu vực biển quanh đảo này khá phong phú về số lượng và chủng loại hải sản như: cá ngừ, hải sâm, rùa biển và nhiều loại ốc có giá trị dinh dưỡng cao khác.

## Cơ sở hạ tầng
Trên đảo ngoài các công trình quân sự còn có bệnh xá, hệ thống điện gió, điện mặt trời, 1 cầu tàu và một sân đỗ trực thăng.
Ngày 3 tháng 7 năm 2022, Giáo hội Phật giáo Việt Nam khánh thành chùa Trường Sa Đông trên đảo.
Hải đăng Trường Sa Đông năm ở phía đông bắc đảo, có diện tích khoảng 300 m2.

## Lịch sử
Đầu năm 1978, tình hình ở khu vực quần đảo Trường Sa diễn biến phức tạp, Philippines đưa quân đổ bộ lên bãi An Nhơn (cồn san hô Lan Can), Malaysia cũng đưa nhiều tàu thuyền quân sự đến khu vực Nam quần đảo Trường Sa. Quân chủng Hải quân quyết định, phải nhanh chóng đưa quân đổ bộ và đóng giữ tại các đảo nổi còn lại của quần đảo Trường Sa gồm có đảo Đá Giữa (Trường Sa Đông), đá Grierson (Sinh Tồn Đông), Hòn Sập (Phan Vinh), và đảo An Bang.
Ngày 4 tháng 4 năm 1978, một phân đội gồm 19 người của Trung đoàn 146, Vùng 4 Hải quân do Tham mưu trưởng Trung đoàn Nguyễn Trung Cang chỉ huy, đi trên tàu 681 của Lữ đoàn 125 đã đổ bộ, đóng giữ đảo Đá Giữa (tên cũ của đảo Trường Sa Đông).

## Hình ảnh

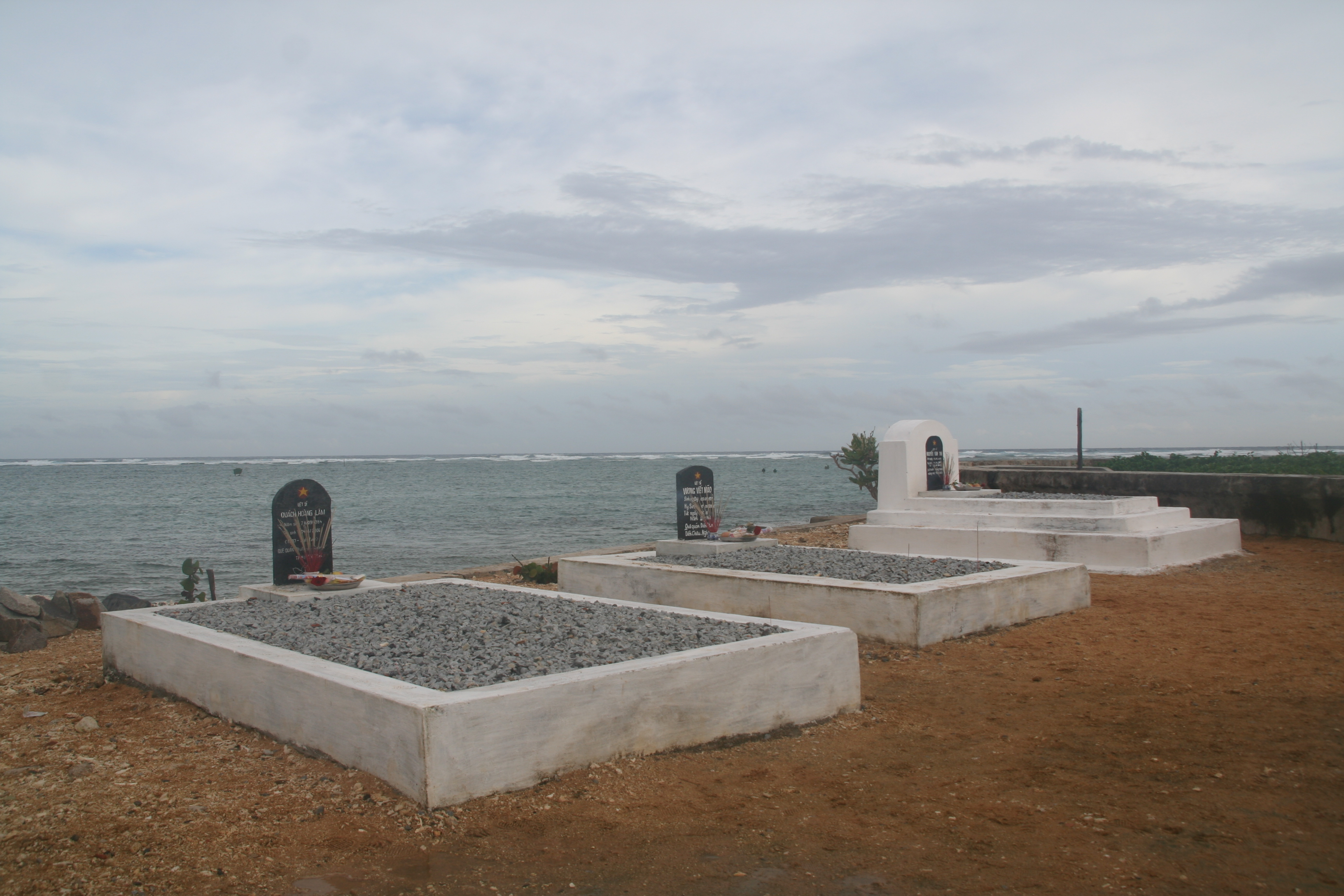
Nghĩa trang liệt sĩ